# Traeger (Automobilhersteller)
Das Unternehmen A. Traeger war ein deutscher Automobilhersteller, der nur 1923 in Freiburg in Schlesien tätig war.
Das einzige Modell 5/18 PS war ein Kleinwagen. Es besaß einen Vierzylindermotor mit 1300 cm³ Hubraum und 18 PS (13,2 kW) Leistung.